# Risoluzione 1901 del Consiglio di sicurezza delle Nazioni Unite
La risoluzione 1901 del Consiglio di sicurezza delle Nazioni Unite è stata adottata all'unanimità il 16 dicembre 2009; richiamando precedenti risoluzioni tra cui la 935 (1994), la 1503 (2003) e la 1534 del 2004, il Consiglio ha constatato che il Tribunale penale internazionale per il Ruanda non avrebbe concluso i lavori nel 2010.
La risoluzione ha esteso il mandato di tutti i giudici del Tribunale fino al 30 giugno 2010 per i giudici di primo grado, e fino al 31 dicembre 2012 per i giudici di appello. Viene temporaneamente modificato, fino al 31 dicembre 2010, l'articolo 11 paragrafo 1 dello Statuto del Tribunale Internazionale, aumentando il numero dei giudici ad litem da nove a dodici.